# Pervomajszkiji járás (Orenburgi terület)
A Pervomajszkiji járás (oroszul: Первомайский район) Oroszország egyik járása az Orenburgi területen. Székhelye Pervomajszkij.

## Népesség
- 1989-ben 25 153 lakosa volt.
- 2002-ben 30 161 lakosa volt.
- 2010-ben 25 626 lakosa volt, melyből 16 932 orosz, 5 923 kazah, 729 tatár, 571 mordvin, 380 ukrán, 136 csuvas, 116 azeri, 100 baskír.